# Fakulta zdravotnických věd Univerzity Palackého
Fakulta zdravotnických věd (FZV) Univerzity Palackého v Olomouci byla založena jako osmá fakulta univerzity na základě rozhodnutí Akademického senátu UP 27. února 2008 osamostatněním zdravotnických nelékařských oborů od Lékařské fakulty UP. Je nejmladší fakultou olomoucké univerzity. Poskytuje nejširší výběr nelékařských zdravotnických oborů mezi všemi českými univerzitami. Akademický tým sestává ze 100 akademiků a celé řady dalších mezinárodních expertů na zdravotnictví.

## Ústavy Fakulty zdravotnických věd UP
- Ústav ošetřovatelství
- Ústav klinické rehabilitace
- Ústav radiologických metod
- Ústav společenských a humanitních věd
- Ústav zdravotnického managementu a ochrany veřejného zdraví
- Ústav porodní asistence
- Ústav zdravotnického záchranářství a intenzivní péče
- Ústav preklinických oborů
- Centrum vědy a výzkumu
- Centrum praxí a praktické výuky

## Studijní programy Fakulty zdravotnických věd UP

### Bakalářské studijní programy

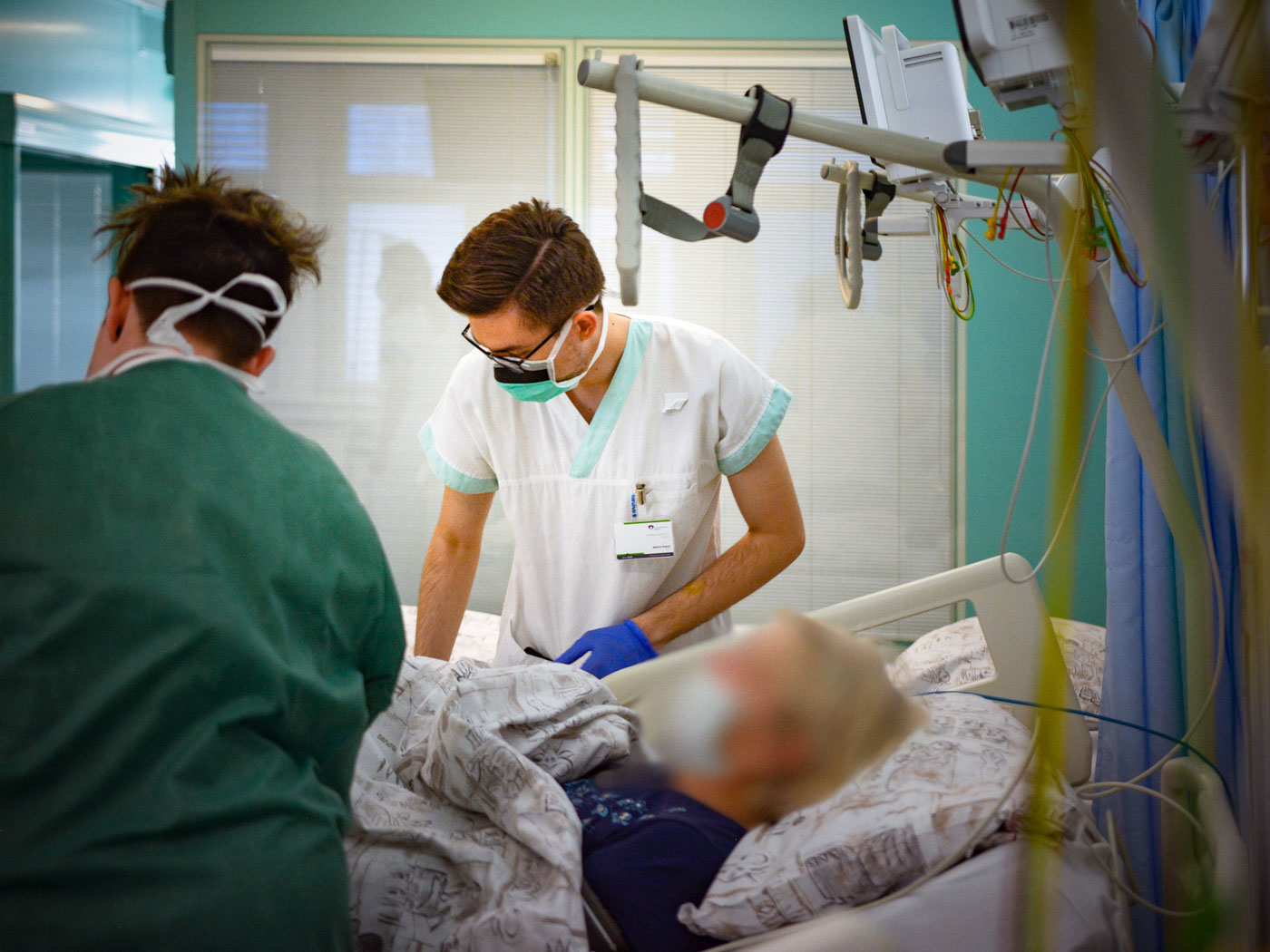
Studenti pomáhající během epidemie covidu-19

- Ergoterapie
- Fyzioterapie
- Pediatrické ošetřovatelství
- Porodní asistence
- Radiologická asistence
- Všeobecné ošetřovatelství
- Zdravotnické záchranářství
- Ochrana a podpora zdraví

### Magisterské navazující studijní programy
- Aplikovaná fyzioterapie
- Intenzivní péče v porodní asistenci
- Organizace a řízení ve zdravotnictví
- Specializace v ošetřovatelství
- Zobrazovací technologie v radiodiagnostice

### Doktorské studium
- Ošetřovatelství
- Ochrana a podpora zdraví

Podrobné informace o jednotlivých studijních oborech včetně požadavků přijímací zkoušky naleznete v katalogu studijních programů ZDE.

## Physiotherapy
Jedinečný 4letý bakalářský studijní program Physiotherapy v anglickém jazyce pro zájemce z celého světa. Cílem programu je připravit absolventy na povolání fyzioterapeuta se zaměřením na zdraví a sport, na práci vysokoškolsky vzdělaných odborníků zapojených do rozvoje fyzioterapie a podpory integrace teorie a praxe - jednotlivci s teoretickými znalostmi a praktické dovednosti nezbytné pro celoživotní vzdělávání v jejich oboru a pro další akademické vzdělávání. V roce2021/2022 bude přijato přibližně 12 studentů.

## Studium v zahraničí
- Erasmus +
  - Oddělení pro zahraniční záležitosti Fakulty zdravotnických věd Univerzity Palackého v Olomouci poskytuje informace o studijních či pracovních stážích nejen pro studenty, ale také zaměstnance. Koordinuje program Erasmus a zprostředkovává informace o dalších příležitostech výměnných pobytů v rámci nabídek Evropské unie.
  - Info odpoledne Erasmus+
  - Oddělení zahraničních vztahů FZV UP pořádá každý rok na podzim Info odpoledne pro  všechny zájemce o zahraniční pobyty, týkající se studentských mobilit Erasmus+. Dozvíte se zde mnoho užitečných informací, které budete potřebovat před výjezdem, v průběhu mobility a po příjezdu zpět.
  - Své zkušenosti a zážitky zde prezentují i studenti, kteří se již  těchto studijních pobytů účastnili.
- Zahraniční stáže
  - Studenti mají možnost vycestovat do zahraničí na praktické stáže
- Merillův program
  - Merrillův program je semestrální/roční studijní program na vysoké škole v USA pro studenty Univerzity Palackého sponzorovaný partnerskými školami v USA

## Studentský spolek FZV UP
Cílem spolku je prosazovat a hájit zájmy studentů Fakulty zdravotnických věd Univerzity Palackého v Olomouci, podporovat vzájemné vztahy mezi studenty a studenty a vedením fakulty, rozvíjet mezinárodní spolupráci a přispívat svojí činností k rozvoji vzdělání, vědy a výzkumu.
Studentský spolek FZV UP ve spolupráci s Oddělením komunikace UP a Transfuzním oddělením FNOL pořádá Souboj fakult UP v dárcovství krve.
"Každou kapkou své krve můžete pomoci lidem, kteří měli v životě o kapku méně štěstí než vy."

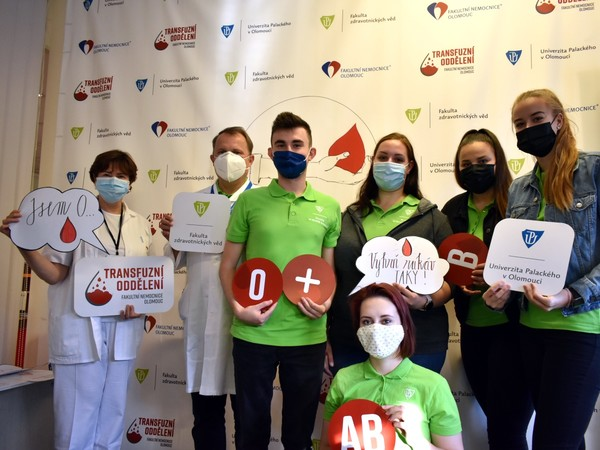

## Centrum praxí a praktické výuky
Náplní Centra praxí a praktické výuky nelékařských zdravotnických programů, které bylo zřízeno 1. 1. 2022, je zajištění administrace odborných praxí a stáží s poskytovateli zdravotních služeb a zajištění provozu odborných učeben.
Odborné učebny jsou určeny pro praktickou výuku, kde se studenti nelékařských zdravotnických programů učí a zdokonalují v poskytování ošetřovatelské péče. Na speciálních modelech si studenti v rámci výuky i při samostudiu procvičují základní činnosti a dovednosti, které využijí nejen během plnění praxe, ale také při poskytování první pomoci. Na figurínách, které simulují přirozené podmínky, si mohou studenti vyzkoušet například obvazové techniky, péči o rány, odběry biologického materiálu, aplikace injekcí, katetrizaci močového měchýře, nebo použití elektrokadiografu.

## Seznam děkanů Fakulty zdravotnických věd UP
| od              | do             | děkan(ka)                               | další údaje                                                                    |  |
| --------------- | -------------- | --------------------------------------- | ------------------------------------------------------------------------------ |  |
| 3. března 2009  | březen 2012    | doc. PhDr. Jana Marečková, Ph.D.        | rezignovala ze zdravotních důvodů                                              |  |
| 31. března 2012 | 28. února 2013 | Mgr. Věra Vránová, Ph.D.                | pověřena výkonem funkce děkana FZV UP do konce prvního funkčního období děkana |  |
| 1. března 2013  | září 2019      | doc. MUDr. Jaroslav Vomáčka, Ph.D., MBA |                                                                                |  |
| 2019            | 2021           | prof. MUDr. Martin Procházka, Ph.D.     | 31. 3. 2021 zvolen rektorem UP                                                 |  |
| 2021            |                | Mgr. Jiří Vévoda, Ph.D.                 |                                                                                |  |